# Krodelsberg
Krodelsberg ist Gemeindeteil der kreisfreien Stadt Bayreuth im bayerischen Regierungsbezirk Oberfranken. Krodelsberg liegt in der Gemarkung Thiergarten.

## Geografie
Die Einöde liegt an einer Gemeindeverbindungsstraße in direkter Nachbarschaft zu Bauerngrün und Sorgenflieh im Osten. Sie führt nach Thiergarten (1 km nördlich) bzw. nach Unternschreez (0,7 km südlich).
Im Südwesten erhebt sich der Spitzige Stein (471 m ü. NHN). Hier befindet sich ein Rhätsandsteinfelsen, der als Naturdenkmal ausgezeichnet ist.

## Geschichte
Krodelsberg wurde in der ersten Hälfte des 19. Jahrhunderts auf dem Gemeindegebiet von Thiergarten gegründet. Am 1. Juli 1976 wurde Krodelsberg im Zuge der Gebietsreform in Bayern nach Bayreuth eingemeindet.

### Einwohnerentwicklung
| Jahr      | 001861 | 001871 | 001885 | 001900 | 001925 | 001950 | 001961 | 001970 | 001987 |
| Einwohner | 6      | 5      | 7      | 5      | 6      | 10     | 7      | 2      | 7      |
| Häuser    |        |        | 1      | 1      | 1      | 1      | 1      |        | 2      |
| Quelle    | [ 8 ]  | [ 9 ]  | [ 10 ] | [ 11 ] | [ 12 ] | [ 13 ] | [ 14 ] | [ 15 ] | [ 1 ]  |

## Religion
Krodelsberg ist evangelisch-lutherisch geprägt und nach St. Marien (Gesees) gepfarrt.